# سوزان غولدبرغ
سوزان غولدبرغ (بالإنجليزية: Suzanne Goldberg)‏ هي رسامة نيوزيلندية، ولدت في 1940 في أوكلاند في نيوزيلندا، وتوفيت في 1999.